# CBM-8000-Serie

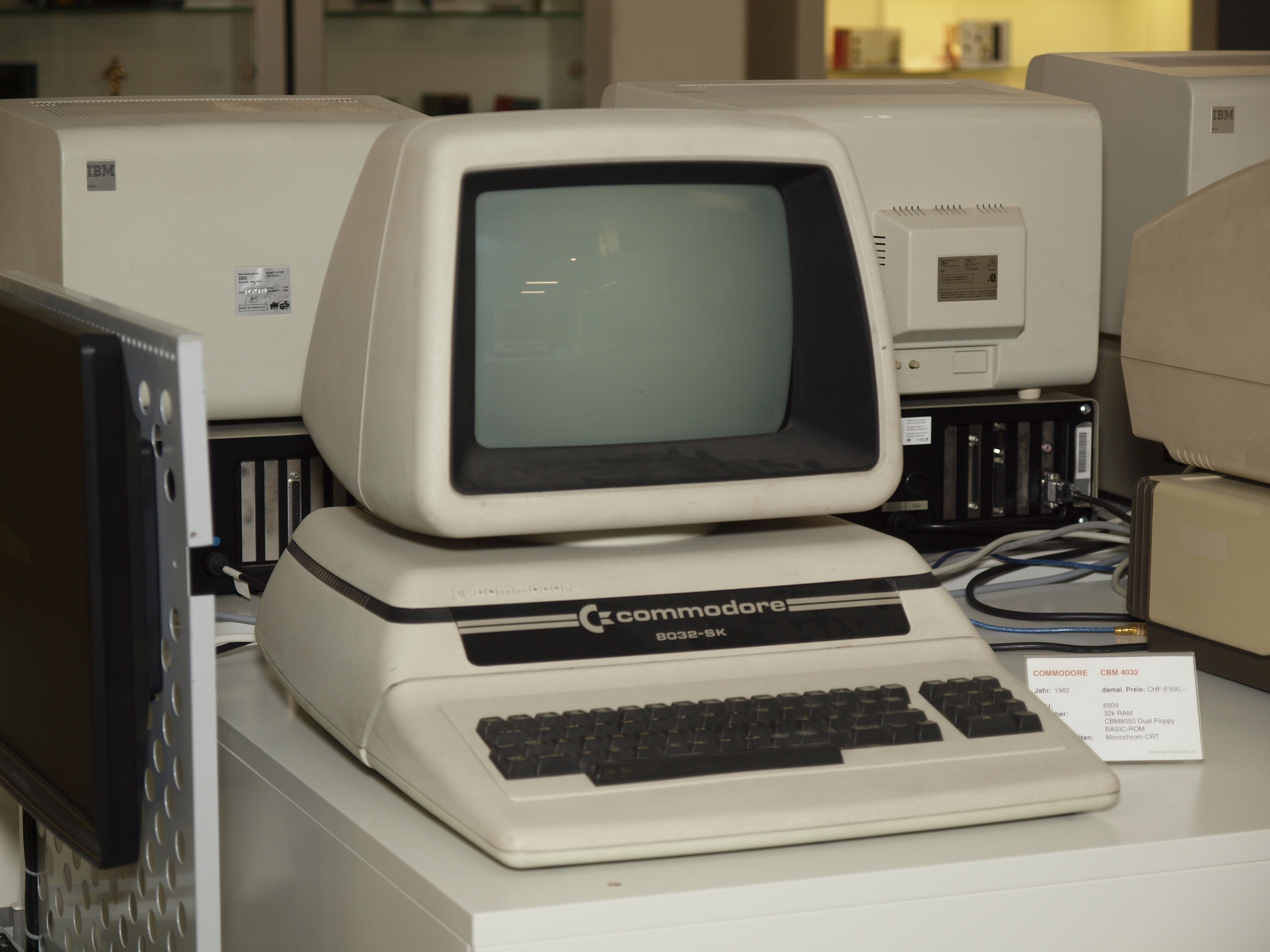
CBM 8032-SK

Bei der CBM (Commodore Business Machines) 8000er-Serie von Commodore handelt es sich um einen Computer der 4000er-Serie (FAT-Version), aber mit einem größeren Monitorteil mit 80 Zeichen. Unverändert arbeitete ein MOS Technology 6502 mit 1 MHz Taktfrequenz als CPU. Dazu passend gab es ein 5¼-Zoll-Diskettenlaufwerk Modell CBM 8050 mit 500 KB Kapazität (später CBM 8250 mit 1 MB Kapazität) und einen bidirektionalen 132-Zeichen-Drucker mit 160 cps. An Software standen u. a. das Datenbankprogramm Ozz, die Textverarbeitung Wordpro und die Tabellenkalkulation Visicalc zur Verfügung. Der Computer war mit CBM-BASIC Version 4.0 programmierbar, es gab aber auch die Möglichkeit, andere Programmiersprachen in den Hauptspeicher zu laden und dann in diesen zu programmieren; relativ weit verbreitet war der Pascal-Compiler TCL-Pascal.

## Modelle

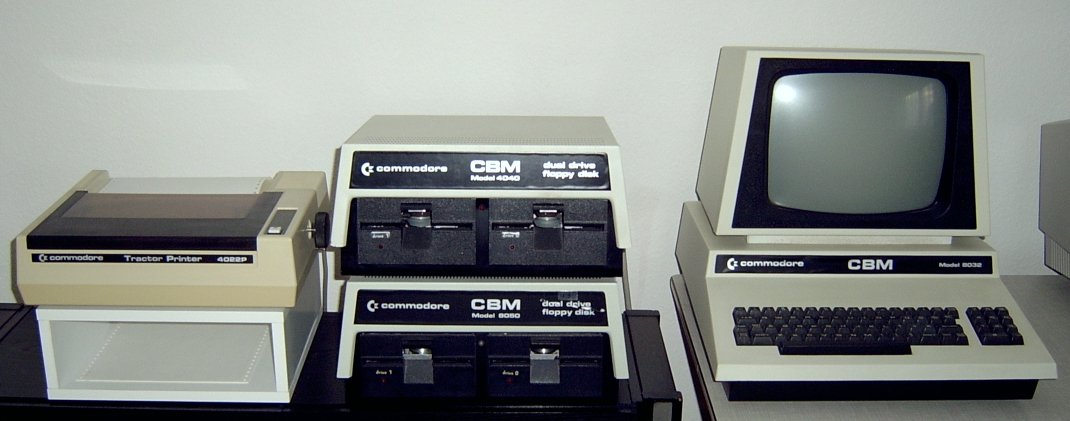
CBM 8032 mit Peripherie

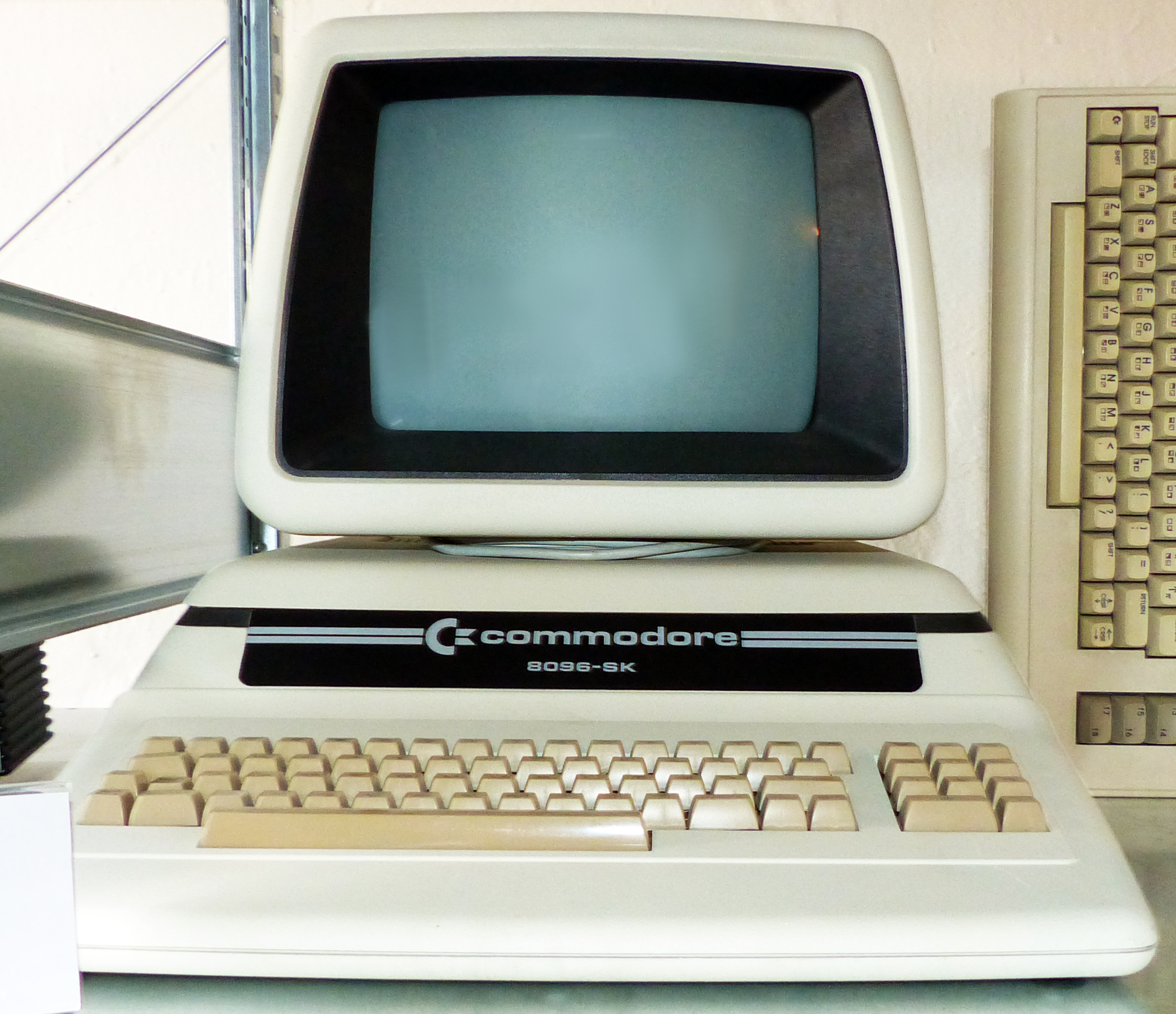
CBM 8096 SK (1980–1985); Technische Sammlungen Dresden

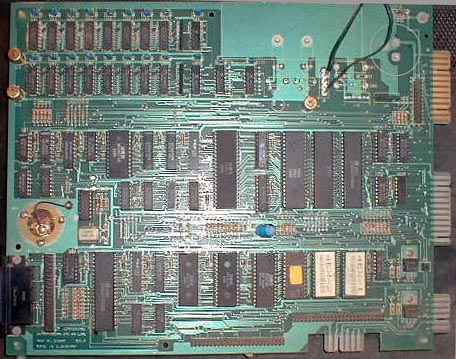
Die Hauptplatine eines CBM 8296

- CBM 8008 – 8 KByte, 80-Zeichen, integrierte Tastatur
- CBM 8016 – 16 KByte, 80-Zeichen, integrierte Tastatur
- CBM 8032 – 32 KByte, 80-Zeichen, integrierte Tastatur
  - CBM 8032-32B – 32 KByte, 80-Zeichen, integrierte Tastatur, Einbaumöglichkeit für internes 5¼-Zoll-Diskettenlaufwerk
  - CBM 8032-SK – 32 KByte, 80-Zeichen, ergonomisches Gehäuse, separate Tastatur („SK“ steht für engl. „separate keyboard“)
- CBM 8096-SK – 96 KByte, 80-Zeichen, separate Tastatur, plus RAM-Erweiterung 64 KB
- CBM 8296 - 128 KByte, 80-Zeichen, ergonomisches Gehäuse, separate Tastatur, neue Platine
  - CBM 8296-D – 128 KByte, 80-Zeichen, ergonomisches Gehäuse, separate Tastatur, neue Platine, internes 5¼-Zoll-Doppeldiskettenlaufwerk
  - CBM 8296-GD – 128 KByte, HiRes / 80-Zeichen, ergonomisches Gehäuse, separate Tastatur, neue Platine, interne 5¼-Zoll-Doppelfloppy
- MMF 9000 = CBM 8032 mit 6809-CPU-Board mit eigenen 64 KB RAM (außerhalb Europas Super-PET genannt)

Technisch nicht in die Reihe gehörten Ausführungen des Commodore 64 in den Gehäusen der 8000er-Serie:
- CBM 8064 – 64 KByte, 80-Zeichen, integrierte Tastatur
- CBM 8064-SK – 64 KByte, 80-Zeichen, separate Tastatur

Der 8032 wurde in drei verschiedenen Gehäuse-Ausführung hergestellt: In der Standardversion, der 32B-Version, die über ein größeres Gehäuse verfügte, in das man ein Laufwerk einbauen konnte, und der ergonomischen SK-Version, die über einen schwenkbaren Monitor und eine abnehmbare Tastatur verfügte. Vom 8064 gab es auch eine SK-Version.
Ab dem 8096er wurde das Betriebssystem LOS-96 zusätzlich mitgeliefert, welches im Gegensatz zum CBM-Basic den gesamten Hauptspeicher ansprechen konnte. Beim 8296, der ein später aber direkter Nachfolger war, wurde eine D-Version produziert, die zwei Slim-Line-Laufwerke (Modell CBM 8250LP) eingebaut hatte, die bis zu einem MB abspeichern konnten.
Der Name MMF des Modells MMF 9000 stand für Micro Mainframe. Der Rechner kam mit Compilern für Pascal und weitere fortschrittlichere Sprachen, war aber extrem langsam und wirtschaftlich kein Erfolg.
Aufgrund ihrer Beliebtheit wurde die 8000er-Serie bis Mitte der 1980er-Jahre produziert und kommt z. T. heute noch in manchen Unternehmen zum Einsatz. Bevor der IBM-PC den Markt dominierte, war Commodore mit diesen Geräten in Deutschland und wahrscheinlich einigen Ländern mehr Marktführer bei kommerziellen Büroanwendungen und dank des IEEE-488-Busses auch in Fertigungsautomatisierungen und in Universitäten, dort sowohl zum Numbercrunching, als auch zur Messwerterfassung und Textverarbeitung. Auch das „Vernetzen“ über den IEEE-488-Bus war für den kommerziellen Erfolg ein starkes Argument. In den frühen 1980er-Jahren wurden schon Stückzahlen von deutlich über 100.000 Exemplaren erreicht. Ende 1983 war Commodore mit dieser Modellserie Marktführer in Deutschland bei Bürocomputern, ausführliche Zahlen dazu siehe bei Personal Computer.
Die Hauptplatine der 8000er (bis zum 8096) fasste dynamisches RAM bis zu 32 KB sowie einen Videoteil, der erstmals mit einem eigenen Videochip 6545 (identisch mit 6845, wie er auch in der IBM-CGA-Karte benutzt wurde und auch noch in heutigen Grafikchips als Teilfunktionalität enthalten ist) ausgeführt war. Per Jumper konnte das Video-RAM zwischen 40 und 80-Zeichen Breite umkonfiguriert werden, so dass diese Platine auch in den FAT-Versionen der 4000er-Serie benutzt werden konnte. Ansonsten war die Hauptplatine noch weitgehend mit der der 3000er identisch. Beim 8296 gab es eine neue Hauptplatine, auf der von Haus aus 128 KB RAM verbaut waren.
Der 8096-SK war eine Zwischenlösung, weil der 8296 nicht so schnell wie geplant fertig wurde. In das neue Gehäuse passte die alte 8032-Platine nur hinein, indem man sie um 90° drehte. Danach lagen aber alle Peripherieanschlüsse in Gestalt von Platinensteckern an den falschen Stellen, so dass innerhalb des Gehäuses extra Kabel von den Platinensteckern zu den von außen zugänglichen Steckkontakten geführt werden mussten.
In der gleichen Grundarchitektur sollte diese Rechnerreihe mit den Modellen CBM 500, CBM 600 und CBM 700 weitergeführt werden, siehe dort.

## Peripherie

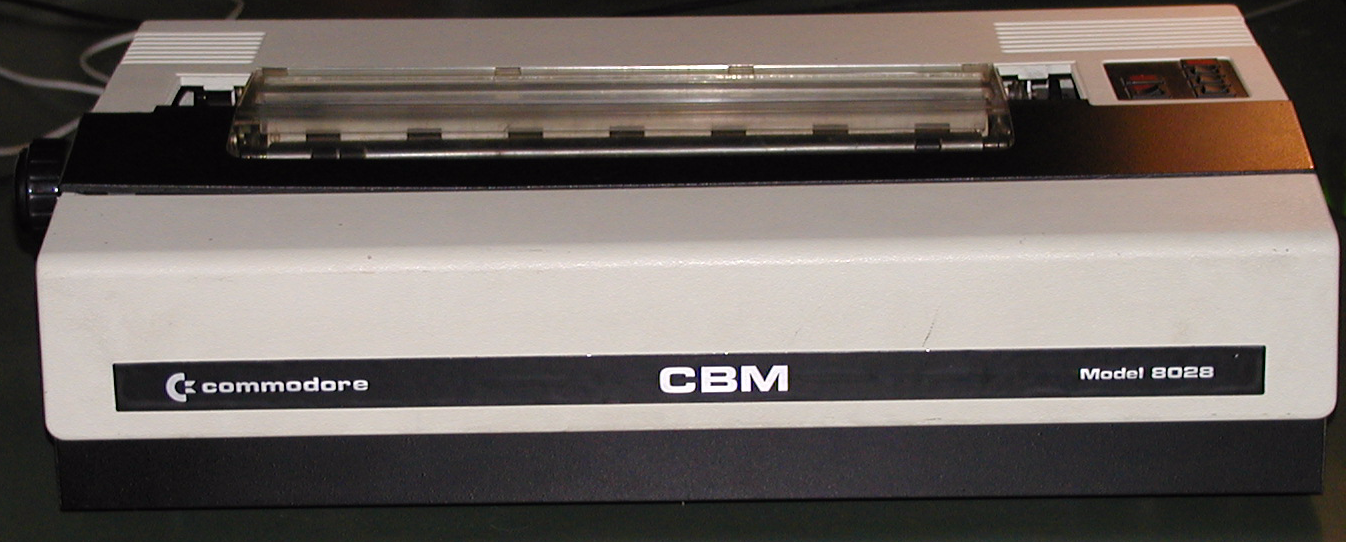
Typenraddrucker CBM 8028

Für diese Rechnerserie gab es ein breites Angebot an Peripheriegeräten:
- externe Floppy-Laufwerke CBM 8050 (2 × 500 KB), CBM 8250 (2 × 1 MB), SFD 1001 (1 × 1 MB), auch die älteren Laufwerke der 4000er- und 3000er-Serie waren verwendbar; ein 8-Zoll-Doppellaufwerk gab es anscheinend nur als interne Prototypen, allgemeine Angaben zu Hardware und Software in diesen Geräten siehe unter CBM-Diskettenlaufwerke
- Datasette weiterhin anschließbar
- Drucker in Nadeltechnik (CBM 4022, CBM 4023, CBM 8023, CBM 8024, MPP 1361)
- Drucker mit Typenradtechnik (CBM 8026, CBM 8027, CBM 8028, CBM 8229), bis auf CBM 8028/8229 (Robotron) sämtlich als OEM von anderen Herstellern (meist Olympia) zugekauft
- Einzelpunkt-Grafikplatine zum Einbau im Erweiterungssteckplatz, sie war mit einer BASIC-Erweiterung in einem EPROM bestückt, das in das Commodore-BASIC eingebunden wurde:[1]
  - Version A mit EF9365-Vektorgrafikprozessor (512×512 interlaced)
  - Version B mit EF9366-Vektorgrafikprozessor, ermöglichte eine Bildschirmauflösung von 512×256 Punkten
- Plotter (CBM 8075, von Watanabe als OEM)
- MBS, Mehrfach-Benutzer-System zum gemeinsamen Benutzen von Peripheriegeräten von bis zu 8 Rechnern aus
- Festplatten von Hübner & Worm mit 20 MB mit Unix-Controller (8" und 5,25")
- Festplatten von Schneider & Koch als Mehrplatzsystem mit Controller im CBM 8032 bis 16 Rechner